# Huáscar (monitor)
Huáscar é um monitor encouraçado do século XIX. Serviu a Marinha de Guerra do Peru e a Armada Chilena. Foi construído na Grã-Bretanha em 1865 para a marinha peruana e se destacou especialmente durante a Guerra do Pacífico durante os anos 1879 e 1883, envolvendo a Bolívia, Peru e Chile. Durante o conflito o navio foi capturado e incorporado à Marinha do Chile. Desde 1952, como monumento à glória marítima dos dois países, serve como navio-museu no porto militar chileno de Talcahuano.